# Julius Salter
Julius Berthold Salter (geboren 17. Februar 1899 in Straßburg, Deutsches Reich; gestorben 8. August 1973 in Düsseldorf) war ein deutscher Verleger.

## Leben

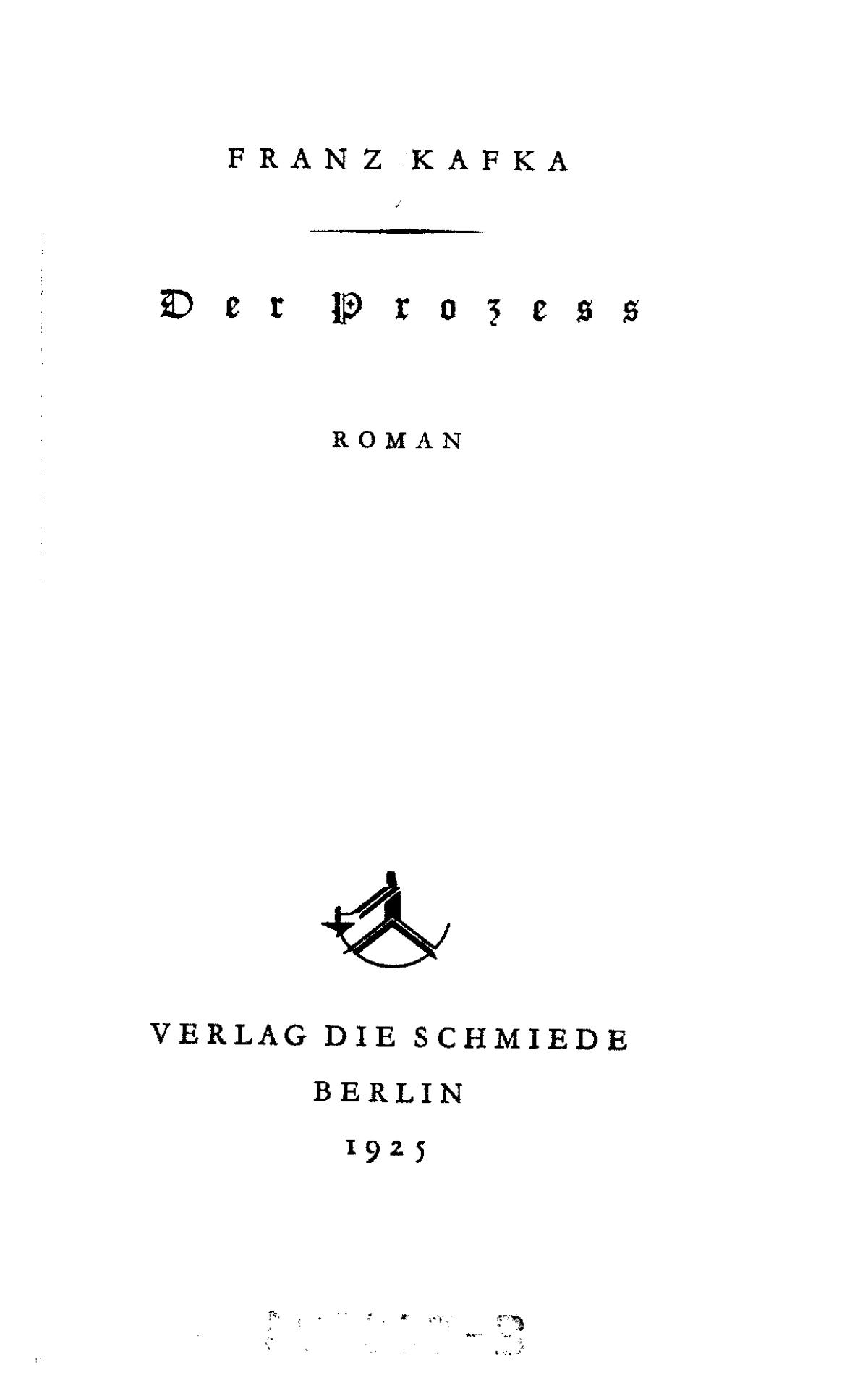
Der Prozess im Verlag Die Schmiede (1925)

Julius Berthold Salter war ein Sohn des Konzert- und Theateragenten Norbert Salter und der Stefanie Klein. Seine Brüder Georg Salter und Stefan Salter wurden Buchgestalter. Julius Salter wurde Soldat im Ersten Weltkrieg und hatte bei Kriegsende den Rang eines Leutnants. Er studierte Rechtswissenschaft in Berlin. Im November 1921 gehörte er mit Fritz Wurm und Heinz Wendriner zu den Gründern des Verlags Die Schmiede, dafür übernahmen sie die literarische Produktion des Roland-Verlags von Albert Mundt. Ab 1923 arbeitete auch sein Bruder Georg für den Verlag, der durch seine von den Lektoren Rudolf Leonhard und Walter Landauer betriebene Programmgestaltung Aufsehen erregte. In der Schmiede erschienen Werke unter anderem von Franz Kafka und Joseph Roth. In der Weltwirtschaftskrise 1929 geriet der Verlag, der von Salters Vater die Jahre über finanziell unterstützt worden war, in Konkurs. 
Salter fand danach Arbeit als Dramaturg an den Robert-Klein-Bühnen und als Regieassistent beim Filmproduzenten der UFA Günther Stapenhorst. Ab 1932 lebte er mit Käthe Wurm in Baden-Baden, sie flohen nach der Machtübergabe an die Nationalsozialisten im Jahr 1936 nach Frankreich. Salter geriet bei Kriegsausbruch in französische Internierungshaft in Les Milles, seine Frau Käthe im Camp de Gurs. 1940 gelang ihnen die Flucht nach Spanien, im September 1941 kamen sie in den USA an. Salter schlug sich als Dreher und als Stahlkaufmann durch. 1950 kehrten beide nach Paris zurück, ab 1960 lebte Salter wieder in Deutschland, wo er in Düsseldorf die Stahlhandelsfirma Uni-Stahl gründete.